# Azatashen
Azatashen (en arménien : Ազատաշեն) est une communauté rurale du marz d'Ararat en Arménie, fondée en 1929. En 2008, elle compte 640 habitants.